# Pawala
Pawala (nep. पावला) – gaun wikas samiti we wschodniej części Nepalu w strefie Kośi w dystrykcie Bhojpur. Według nepalskiego spisu powszechnego z 2001 roku liczył on 255 gospodarstw domowych i 1486 mieszkańców (757 kobiet i 729 mężczyzn).